# 倪元璐

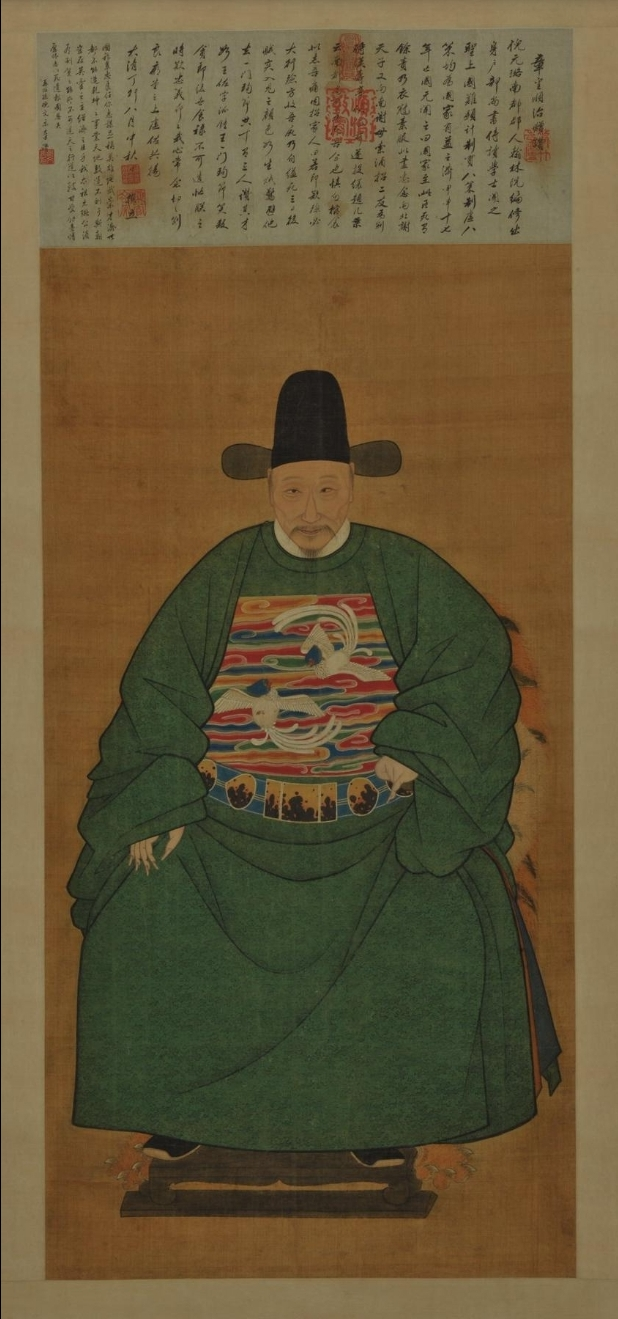
倪元璐

倪 元璐（げい げんろ、1594年1月7日（万暦21年閏11月16日） - 1644年4月25日（崇禎17年3月19日））は、明末の官員、能書家。字は玉汝、号は鴻宝。

## 生涯
浙江上虞の人。貧民の出身で多芸多才であった。書法は王羲之と蘇軾に学んで行書・草書が濃重に堅毅であって、黄道周や王鐸と並んで明代の書道の名人と称された。
天啓2年（1622年）に科挙に合格して進士に及第し、庶吉士になった。後、翰林院編修となった。崇禎年間、しばしば上書して『三朝要典』の廃棄を請願した。崇禎8年（1635年）、国子監祭酒に上った。大学士の温体仁とそりが合わず、妻の陳氏を捨てて妾の王氏を本妻にしようとしたことを暴露され、非難を受けて離職した。
崇禎15年（1642年）、兵部右侍郎と侍読学士として呼び戻された。翌年、戸部尚書に任ぜられた。李自成軍が北京を落とすと、自ら縊死した。

## 参考資料
- 『崇禎長編』
- 『明史』
- 『明季北略』
- 『漫堂書画跋』